# 20 km de Bruxelles

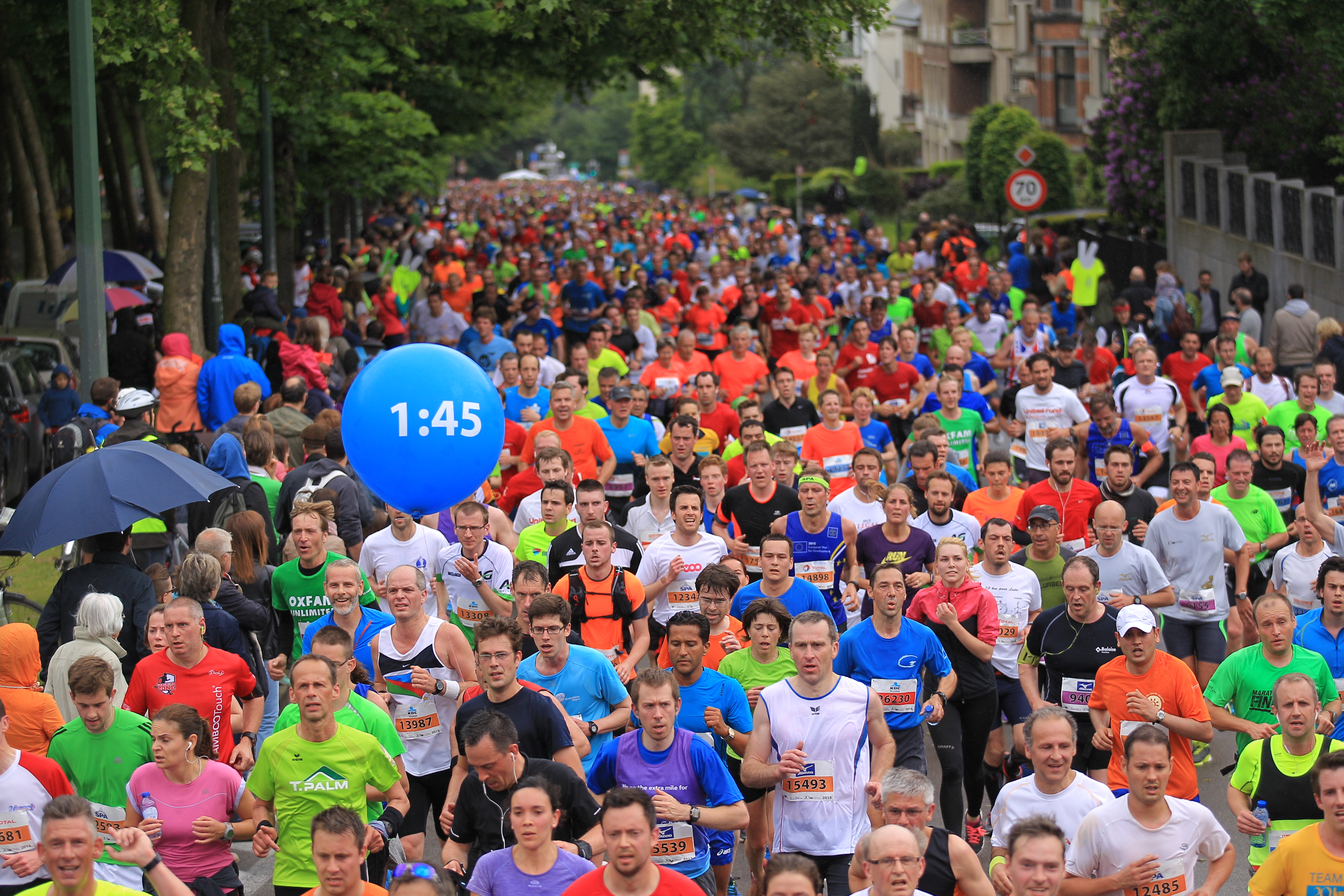
20 km de Bruxelles

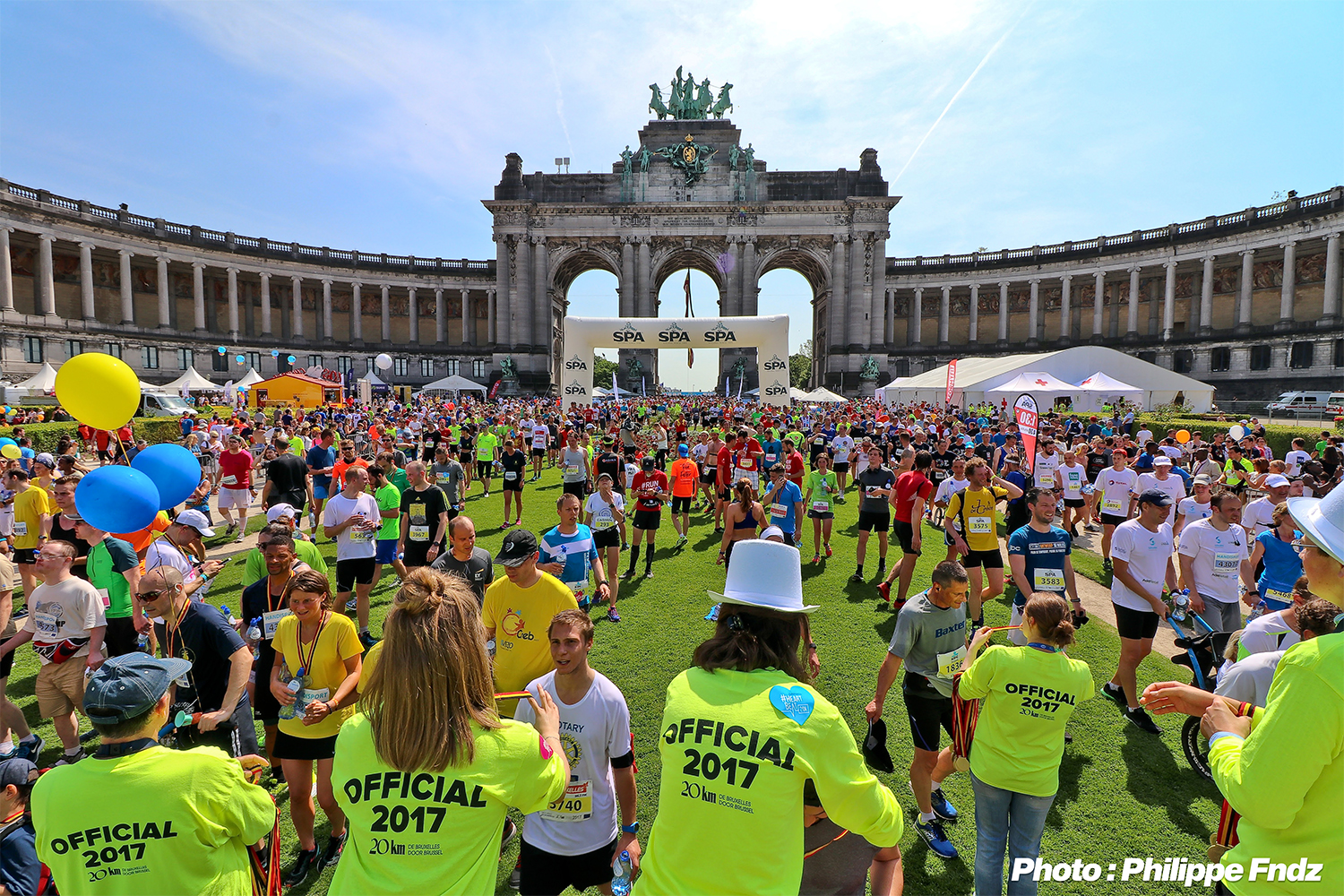
20 km de Bruxelles

Les 20 km de Bruxelles est une épreuve de course à pied de 20 kilomètres organisée annuellement, depuis 1980, dans les rues de Bruxelles le dernier dimanche du mois de mai. Cependant, les années d'élections nationales et européennes, la course est avancée à l'avant dernier dimanche de mai afin de ne pas se dérouler le même jour que les élections – d'autant que le vote est obligatoire en Belgique.

## Historique
En 1980, la première édition de la course a réuni 4659 participants le 8 juin 1980.
En 1982, première retransmission des « 20km » à la télévision.
En 1983, installation de fanfares sur le parcours. Un nouveau classement intergroupe est établi. Des nouveaux panneaux indiquent les distances kilométriques clairement.
En 1984, augmentation du nombre de postes de secours et pose d'un bracelet au poignet de chaque participant.
En 1986, septième édition le 1er juin. Remplacement des verres d'eau par des bouteilles.
En 1989, dixième anniversaire. Le parcours est inversé pour cause de travaux. Un gâteau d’anniversaire géant spécial 10 ans avait été créé et dégusté ensemble. Étude d'un nouveau plan de départ.
En 1990, le tracé a dû être fait à l'envers à cause de travaux. 10.000 participants sont partis de l’avenue des Nerviens, 10.000 sont partis de l’avenue de Tervuren (20.000 participants au total). Réalisation d’un livre qui retrace les dix ans des « 20km de Bruxelles ».
En 1994, 600 bénévoles en plus pour une sécurité augmentée (police, gendarmerie, croix rouge…)
En 1997, deux nouveautés majeures : un nouveau système d’enregistrement à partir de puces électroniques qui auront pour but d’enregistrer le passage des participants sur la ligne de départ et d’arrivée, l’objectif étant d’établir un classement en temps réel ! La seconde nouveauté fut la création d’un site internet offrant toutes les informations pratiques pour la course.
En 1998, C’est grâce au concours de la Défense que cette 19ème édition des 20 km a pu avoir lieu. En effet, avec les travaux rue de la Régence, il s’en est fallu de peu pour que cette édition soit annulée.
En 1999, 20 ans pour les 20 km de Bruxelles. A cette occasion, un village sportif est organisé pour l’événement grâce à la participation de fédérations sportives de Bruxelles ou encore une parade de camions avec orchestres et attractions pour l’ouverture de la course. Le coup d’envoi donné par le prince Laurent.
En 2000, le parcours a d’ailleurs dû être raccourci, les participants ne couraient plus que 18 km et le Bois de la Cambre a dû être fermé. Les inscriptions ont pour la première fois été ouvertes via le site Internet récoltant ainsi un quart des inscriptions totales de manière digitale.
En 2001, cette édition remporte un franc succès avec plus de 25.000 participants. Les organisations ont dû accepter 2.000 inscriptions supplémentaires vu la demande.
En 2003, bien que le temps ne fût pas des meilleurs, les 20 km de Bruxelles ont tout de même réuni 22 500 coureurs.
En 2004, 25 ans de création des 20 km de Bruxelles (30 mai 2004). Et pour cet anniversaire, on a retrouvé 25 000 participants. L’aire de départ au Cinquantenaire a été modifiée et on a assisté à la neuvième victoire consécutive de Marleen Renders.
En 2005, la 26ème édition fut placée sous le cadre du 175ème anniversaire de la Belgique et à cette occasion le prince Philippe, donne le coup d’envoi des 20 km.
En 2007, cette édition a réuni plus de 28.000 participants. Les zones de départ et d’arrivée ont été modifiées ce qui a permis par exemple a plus de 4.000 participants de partir au-delà des arcades du Cinquantenaire. Le système de puces électroniques fut maintenu ce qui permit un meilleur flux au départ et à l’arrivée de nos participants.
En 2008, la course affiche sold-out en 3 jours. L’édition rassemble 25.000 participants.
En 2009, 30e édition des 20 km de Bruxelles. Le Roi Philippe donne le départ. Le drapeau belge est déployé en rappel par la Défense. Ils étaient 27.000 à s’inscrire pour l’édition, et les inscriptions furent clôturées en quelques heures au grand désappointement de plusieurs milliers de candidats. Il fallait résoudre ce problème tout en permettant aux participants de bénéficier de conditions agréables de course malgré l’étroitesse des artères de Bruxelles. Création du premier chip personnalisé non-consigné, ce qui permet une plus grande fluidité à l’arrivée. Le chip porte l’inscription « 20 years Fall of Berlin Wall » ; diffusé par la Représentation de la Commission européenne en Belgique.
En 2010, le 30 mai pour la 31e édition, S.I. Bruxelles Promotion a élaboré un départ par vague qui va permettre de placer la limite du nombre de participants à 30.000. Cette nouvelle disposition a permis aux participants de courir plus librement et cela grâce au chip, support d’un message diffusé par la Commission européenne « Europe against poverty ».
En 2011, il y eut 35.000 inscriptions. Le nouveau système d’inscription sur Internet fonctionne parfaitement et la fluidité est assurée. Un nombre record de nationalités y participe, dont le vice-président de la Commission européenne, Maroš Šefčovič. Édition sous le signe de la chaleur avec un soleil au zénith. Le chips porte le message de la Commission européenne « European Year of Volunteering ».
En 2012, la décision fut prise d'organiser les « 20km » en matinée, à 10h30. Plus de 118 nationalités furent représentées et un nouveau système de départ en six vagues depuis le Parc de Bruxelles fut mis en place.
En 2013, le roi Philippe prend part à la course de la 34e édition de l'épreuve. 37.000 inscriptions et 121 nationalités.
En 2014, 35e anniversaire. 59 participants n’ont raté aucune des 35 éditions. Sans eux, la course est impensable. Véritables piliers de la manifestation, leur histoire est une belle leçon de courage et d’esprit sportif. Après avoir surpris tous ses concurrents l’année passée, la team « de Valois », pourtant attendue, s’est à nouveau illustrée en remportant la course en un temps records de 59 minutes et 5 secondes, soit la meilleure performance mondiale de l’année sur cette distance.
En 2017, le départ a été donné par S.A.R la Princesse Astrid, accompagné par le premier ministre Charles Michel et le bourgmestre de Bruxelles.
En 2023, Amaury Paquet remporte la course pour la 3e fois consécutive et devient le premier homme à réaliser cette performance.
La course rassemble désormais un nombre limité de participants (40 000 coureurs en 2016).
À l'origine, le départ était donné à 15 h 00 mais, depuis 2012, la course débute à 10 h 00 pour suivre les recommandations émises par l'OMS en la matière.

## Parcours
Le parcours rejoint les plus beaux monuments de la ville de Bruxelles et de la Région de Bruxelles-Capitale. Le départ est donné depuis le parc du Cinquantenaire. Le trajet passe ensuite traditionnellement par le rond-point Schuman et la rue Froissart jusqu'à la rue Belliard (jusqu'en 2015, le tracé continuait tout droit au rond-point Schuman et empruntait la rue de la Loi, parallèle à la rue Belliard), la place des Palais, la rue de la Régence jusqu'à la place Poelaert, l'avenue Louise, le bois de la Cambre, l'avenue Franklin Roosevelt, le boulevard du Souverain et l'avenue de Tervueren. La montée de l'avenue de Tervueren (plus précisément, le segment entre le musée du Tram et le square Montgomery) est considérée comme une des parties les plus difficiles du parcours.
L'arrivée se situe devant les arcades du parc du Cinquantenaire.
La distance réelle à parcourir s'élève à 20,1 kilomètres, selon les données fournies par les organisateurs.

## Palmarès
| Année | Hommes                | Nationalité | Temps   | Femmes                | Nationalité | Temps   |
| ----- | --------------------- | ----------- | ------- | --------------------- | ----------- | ------- |
| 2025  | Patrick Nimubona      | Burundi     | 59:26   | Naomi Taschimowitz    | Royaume-Uni | 1:09:28 |
| 2024  | Alex Kibet            | Kenya       | 59:57   | Sophie Hardy          | Belgique    | 1:10:56 |
| 2023  | Amaury Paquet         | Belgique    | 1:00:15 | Hanna Vandenbussche   | Belgique    | 1:10:44 |
| 2022  | Amaury Paquet         | Belgique    | 1:00:01 | Sophie Wood           | Royaume-Uni | 1:11:11 |
| 2021  | Amaury Paquet         | Belgique    | 59:31   | Florence De Cock      | Belgique    | 1:09:50 |
| 2019  | Valentin Poncelet     | Belgique    | 1:00:34 | Alexandra Tondeur     | Belgique    | 1:13:04 |
| 2018  | Hassan Chahdi         | France      | 1:02:56 | Alexandra Tondeur     | Belgique    | 1:14:38 |
| 2017  | David Maru            | Kenya       | 1:00:37 | Sophie Hardy          | Belgique    | 1:13:42 |
| 2016  | Regis Thonon          | Belgique    | 1:02:07 | Manuela Soccol        | Belgique    | 1:13:51 |
| 2015  | Abdelhadi El Hachimi  | Belgique    | 1:01:47 | Manuela Soccol        | Belgique    | 1:13:48 |
| 2014  | Gilbert Kipruto Kirwa | Kenya       | 59:05   | Ria Thienpondt        | Belgique    | 1:17:21 |
| 2013  | Peter Kariuki Wanjiru | Kenya       | 59:22   | Catherine Lallemand   | Belgique    | 1:13:07 |
| 2012  | Faisa Tasama Dame     | Éthiopie    | 1:00:52 | Francine Niyonizigiye | Burundi     | 1:13:09 |
| 2011  | Najim El Qady         | Maroc       | 59:41   | Francine Niyonizigiye | Burundi     | 1:12:08 |
| 2010  | Onesphore Nkunzimana  | Burundi     | 1:01:29 | Alemitu Bekele        | Belgique    | 1:11:42 |
| 2009  | Najim El Qady         | Maroc       | 1:00:00 | Alemitu Bekele        | Belgique    | 1:16:38 |
| 2008  | Willy Kiptarbei       | Kenya       | 1:00:36 | Fatiha Baouf          | Belgique    | 1:10:56 |
| 2007  | Abduh Bakhet Mohamed  | Qatar       | 1:00:23 | Catherine Lallemand   | Belgique    | 1:12:13 |
| 2006  | Rik Ceulemans         | Belgique    | 1:02:37 | Catherine Lallemand   | Belgique    | 1:12:21 |
| 2005  | Koen van Rie          | Belgique    | 1:02:06 | Catherine Lallemand   | Belgique    | 1:10:05 |
| 2004  | Jussi Utriainen       | Finlande    | 1:00:59 | Marleen Renders       | Belgique    | 1:10:45 |
| 2003  | Jussi Utriainen       | Finlande    | 1:02:38 | Marleen Renders       | Belgique    | 1:08:54 |
| 2002  | Ahmed Jaber           | Qatar       | 1:02:03 | Marleen Renders       | Belgique    | 1:07:46 |
| 2001  | Joseph Sitienei       | Kenya       | 1:01:23 | Marleen Renders       | Belgique    | 1:10:48 |
| 2000  | Simon Kasimili        | Kenya       | 52:42   | Marleen Renders       | Belgique    | 1:00:07 |
| 1999  | Mohammed Mourhit      | Belgique    | 1:00:32 | Marleen Renders       | Belgique    | 1:10:25 |
| 1998  | Ondoro Osoro          | Kenya       | 56:15   | Marleen Renders       | Belgique    | 1:05:07 |
| 1997  | Simon Bor             | Kenya       | 55:59   | Marleen Renders       | Belgique    | 1:03:32 |
| 1996  | Wilson Omwoyo         | Kenya       | 55:41   | Marleen Renders       | Belgique    | 1:03:57 |
| 1995  | Vincent Rousseau      | Belgique    | 56:30   | Lieve Slegers         | Belgique    | 1:03:27 |
| 1994  | Julius Ondieki        | Kenya       | 56:06   | Lyudmila Afonjushkina | Russie      | 1:05:38 |
| 1993  | Julius Ondieki        | Kenya       | 56:58   | Lidia Chulanova       | Russie      | 1:06:48 |
| 1992  | David Long            | Royaume-Uni | 57:48   | Maria Ostrovskaya     | Ukraine     | 1:08:20 |
| 1991  | Ivan Uvizl            | Tchéquie    | 57:28   | Ria Van Landeghem     | Belgique    | 1:07:06 |
| 1990  | Douglas Wakiihuri     | Kenya       | 57:21   | Véronique Marot       | Royaume-Uni | 1:06:12 |
| 1989  | Michael McLeod        | Royaume-Uni | 58:23   | Véronique Marot       | Royaume-Uni | 1:07:01 |
| 1988  | Steve Brace           | Royaume-Uni | 59:17   | Francine Peeters      | Belgique    | 1:08:03 |
| 1987  | Dirk Vanderherten     | Belgique    | 57:50   | Agnes Pardaens        | Belgique    | 1:05:23 |
| 1986  | Dirk Vanderherten     | Belgique    | 58:40   | Nelly Aerts           | Belgique    | 1:08:24 |
| 1985  | Christopher Woodhouse | Royaume-Uni | 58:58   | Andréa Van Bost       | Belgique    | 1:13:11 |
| 1984  | Alex Hagelsteens      | Belgique    | 57:15   | Denise Verhaert       | Belgique    | 1:08:47 |
| 1983  | Dirk Vanderherten     | Belgique    | 58:00   | Danielle Justin       | Belgique    | 1:12:42 |
| 1982  | Frederik Vandervennet | Belgique    | 1:00:00 | Danielle Justin       | Belgique    | 1:12:42 |
| 1981  | Frederik Vandervennet | Belgique    | 59:00   | Gerda De Beyns        | Belgique    | 1:07:00 |
| 1980  | Werner Mory           | Belgique    | 1:03:00 | Magda Ilands          | Belgique    | 1:15.00 |

 Record de l'épreuve